# Velká svatba
Velká svatba (v anglickém originále The Big Wedding) je americká filmová komedie z roku 2013. Režisérem filmu je Justin Zackham. Hlavní role ve filmu ztvárnili Robert De Niro, Diane Keatonová, Susan Sarandon, Katherine Heiglová a Robin Williams.

## Obsazení
| Robert De Niro     | Don Griffin       |
| Diane Keatonová    | Ellie Griffin     |
| Susan Sarandon     | Bebe McBride      |
| Katherine Heiglová | Lyla Griffin      |
| Robin Williams     | otec Moinighan    |
| Ben Barnes         | Alejandro Griffin |
| Amanda Seyfriedová | Melissa O´Connor  |
| Topher Grace       | Jared Griffin     |